# Aérodrome de Morondava
L'aérodrome de Morondava (code IATA : MOQ • code OACI : FMMV) dessert la ville de Morondava, capitale économique et administrative du Menabe, une région de Madagascar, dans la province de Tuléar.

## Situation
L'aérodrome se trouve à 4,5 km à l'est du centre-ville de Morondava.

## Destinations
| Compagnies     | Destinations         |
| -------------- | -------------------- |
| Air Madagascar | Antananarivo, Tuléar |